# Al lado del camino
Al lado del camino es una canción del músico rosarino Fito Páez, incluida como segundo track en el disco Abre de 1999. En Los Grammy Latino del años 2000, la canción ganó Mejor Canción Rock, Mejor Interpretación Rock Masculina y estuvo nominada a Canción del Año.

## Versión de Elán (2009)
El video musical fue filmado en la Ciudad de México el sábado 17 de octubre del 2009 bajo la dirección de Esteban Madrazo, y presenta a invitados especiales como Carmen Salinas, Tony Dalton y Ana de la Reguera, a lo que la cantante manifiesta que escogieron por su admiración y por el concepto del videoclip.